# 人口机会窗口

## 概念
當人口负担系数小于或等于50%，此時称为人口机会窗口期，也可称为人口红利期（英語：demographic window）。

## 成因
随着社会的发展，人口再生产类型发生变化，在从过渡型向现代型的转变过程中，出生率下降速度快于人口老龄化速度，从而使得有一段时期劳动人口对少儿抚养与对老年的抚养都比较低，从而形成人口机会窗口。

## 对社会的影响
「人口紅利机会窗口」指的是在一個時期內由於高速城市化生育率迅速下降，少兒與老年撫養負擔均相對較輕，總人口中勞動適齡人口比重上升，從而在老年人口比例達到較高水平之前，形成一個勞動力資源相對比較豐富，對經濟發展十分有利的黃金時期。